# Сордес

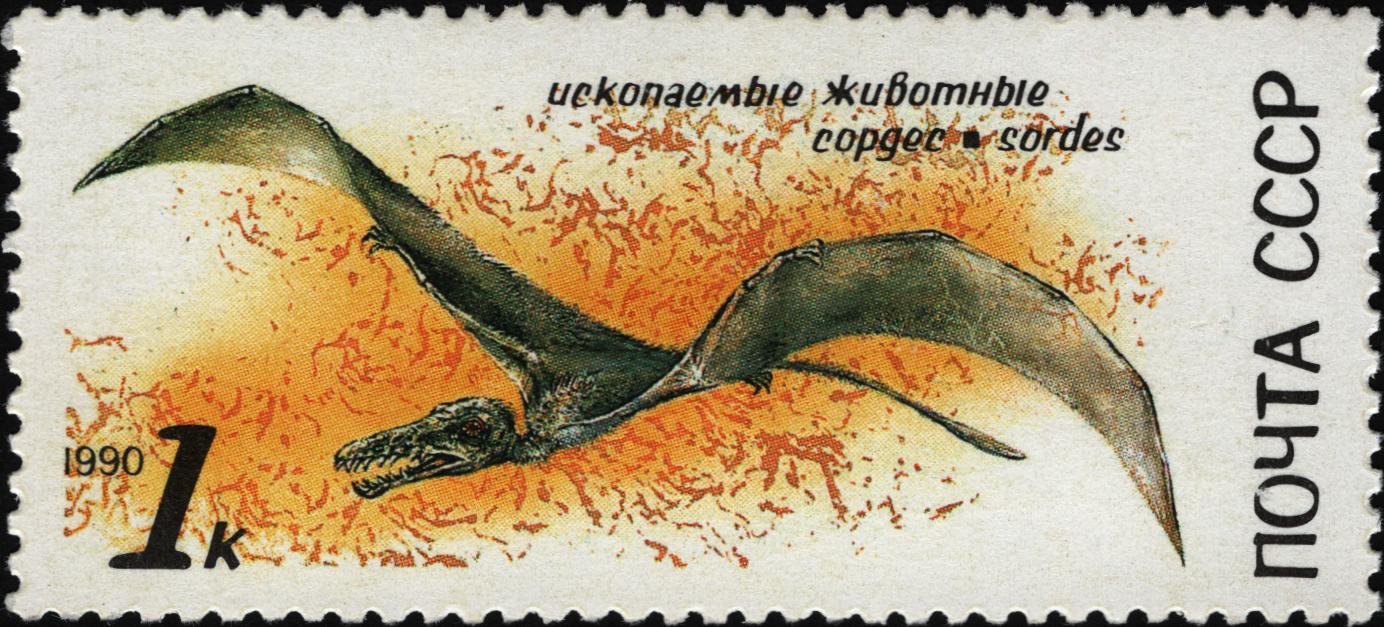
На марке СССР

Со́рдес (лат. Sordes) — род мелких птерозавров из семейства Rhamphorhynchidae, ископаемые остатки которых найдены в Карабастауской свите, Казахстан. Жил во времена позднеюрской эпохи (оксфордский — киммериджский века).

## Название
Род был назван в 1971 году Александром Григорьевичем Шаровым. Единственным видом является Sordes pilosus. Название рода означает «нечисть» на латыни, а видовое наименование означает «волосатый». Несмотря на то, что грамматически слово sordes — женского рода, видовое название не было исправлено на pilosa.

## Описание

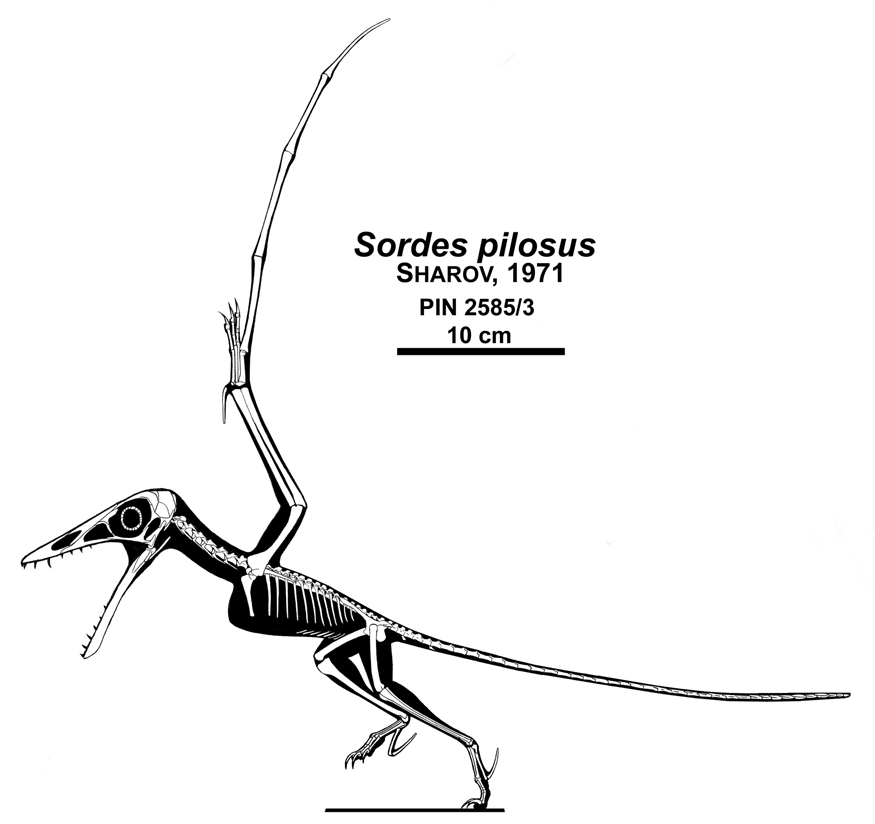
Реконструкция скелета S. pilosus, голотип PIN 2585/3

Сордес имел размах крыльев в 0,63 метра. Крылья были относительно короткими. По словам Шарова и Анвина, у сордеса были кожистые мембраны, идущие от крыльев к ногам, и такие же мембраны между ног. Шея короткая. Хвост длинный, более чем вдвое длиннее тела, с удлинённой лопастью на кончике.

### Череп и зубы
У сордеса была тонкая, не круглая голова с умеренно длинными заострёнными челюстями. В отличие от многих птерозавров, гребня у него не было. Зубы в передней части челюсти были большими, приспособленными для захвата добычи. В глубине пасти зубы были маленькими и более многочисленными, приспособленными для дробления твёрдых частей пищи. Два разных типа зубов указывают на специализацию для поимки добычи, которую было сложно не только поймать, но и съесть. Вероятно, сордес охотился на беспозвоночных с твёрдым экзоскелетом или скользких амфибий, которых требовалось разгрызть прежде, чем проглотить.

### Волосяной покров

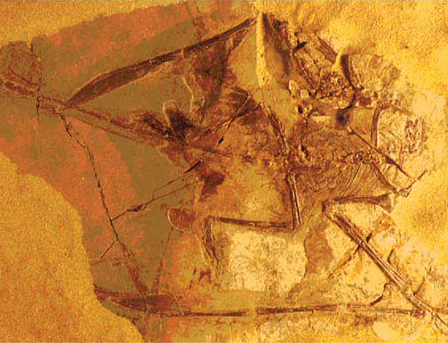
Образец голотипа

Ископаемые образцы содержат остатки мягких тканей, таких, как кожистые мембраны и волосяные нити. Наличие волосяного покрова указывает на теплокровность животного, а также на бо́льшую обтекаемость тела при полёте. Волосяные нити были двух видов: длинные на дальней части крыльев и короткие возле тела. В 1990-х годах Дэвид Анвин утверждал, что оба типа были, по существу, не волосками, а укреплёнными волокнами на кожистых мембранах. Позднее он подчеркнул, что «волосы» действительно присутствовали на теле сордеса, поскольку более поздние находки ясно указывали на это.

## Открытие
Род основан на голотипе PIN 2585/3, почти полном повреждённом скелете на каменной плите. Он был найден в 1960-е годы в предгорьях Каратау в Казахстане.
Шаров отнёс к роду Сордес паратип, или второй образец, PIN 2470/1 — опять же достаточно полный скелет на плите. К 2003 году были обнаружены ещё шесть экземпляров.

## Классификация
Сордес был отнесён к семейству Rhamphorhynchidae. Это были одни из самых ранних птерозавров, развившиеся в позднем триасе и дожившие до конца юрского периода. Согласно Анвину, сордес, в пределах семейства Rhamphorhynchidae принадлежал к подсемейству Scaphognathinae. Другие исследователи, такие, как Александр Келлнер, после проведения кладистического анализа, причисляют сордеса к более базальным (примитивным) птерозаврам.